# 采西斯市鎮
采西斯市鎮是拉脫維亞的市镇，位於該國中部，行政中心为采西斯。市镇面積为2,668.2平方公里，人口数量为46,460人（2018年）。

## 历史
采西斯市鎮设立于2009年。2021年7月1日，原采西斯市鎮、阿馬塔市镇、新皮耶巴爾加市镇、利加特內市镇、帕高亞市镇、普里埃庫利市鎮和舊皮耶巴爾加市镇合并成新的采西斯市鎮。